# جاك آيبي
جاك دبليو. آيبي (16 أغسطس 1923 - 19 يونيو 2015) كان فيزيائيًا بيئيًا أمريكيًا اشتهر بالتقاطه الصورة الملونة الوحيدة ذات التعرض الجيد لأول تفجير لسلاح نووي في 16 يوليو 1945، في موقع التجارب النووية ترينيتي في نيو مكسيكو.